# デウス・エクス・マキナ
デウス・エクス・マキナ（deus ex machina、羅: deus ex māchinā デウス・エクス・マーキナー）とは、演出技法の一つである。古代ギリシアの演劇において、劇の内容が錯綜してもつれた糸のように解決困難な局面に陥った時、絶対的な力を持つ存在（神）が現れ、混乱した状況に一石を投じて解決に導き、物語を収束させるという手法を指した。

## 由来
由来はギリシア語の ἀπὸ μηχανῆς θεός (アポ・メーカネース・テオス) からのラテン語訳で、「機械仕掛けから出てくる神」、あるいは「機械仕掛けの神」などと訳される。「デウス・エクス・マキーナ」などの表記もみられるが、ラテン語としては誤りである。通常の複数形は deī ex māchinā（デイー・エクス・マーキナー）もしくは dī ex māchinā（ディー・エクス・マーキナー）であるが、機械にあたる語も複数形になる "... ex māchinīs"「～エクス・マーキニース」というバラバラ感を強調した表現もたまには見られる。また、女神の場合は最初の単語が dea (デア)、複数形 deae (デアエ) となる。
悲劇にしばしば登場し、特に盛期以降の悲劇で多く用いられる。アテナイでは紀元前5世紀半ばから用いられた。特にエウリピデスが好んだ手法である。
エクス・マーキナー（機械によって）とは、この場面において神を演じる役者がクレーンのような仕掛けで舞台（オルケストラ）上に登場し、このからくりが「機械仕掛け」と呼ばれたことによる。由来は、「機械仕掛けで登場する神」ないし、舞台装置としての解決に導く神そのものが機械仕掛けであることとも解される。日本語で思いがけない展開を指す「どんでん返し」（歌舞伎において、大道具の背景を倒し、瞬時に場面転換する「強盗返」から来た）あるいは「超展開」とも発想は類似しているが、これらは物語を解決に導くものだけを指すわけではない。
井上勇は創元推理文庫のヴァン・ダイン『ベンスン殺人事件』で、「時の氏神」と翻訳している。

## 評価

### 内容
古代ギリシアの時点で既にこの手法は批判されている。アリストテレスの『詩学』において、デウス・エクス・マキナは褒められた解決方法ではなく、演劇の物語の筋はあくまで必然性を伴った因果関係に基づいて導き出されていくべきであるとし、行き詰った物語を前触れもなく突然解決に導いてしまうこのような手法を批判している。
また、"夢オチ”はデウス・エクス・マキナであり、手塚治虫は禁忌とした。
ただし現代では、漫画やライトノベルのスピンオフ作品においてはデウス・エクス・マキナの例は少なくない。
この場合は本編の主人公或いはライバルが、スピンオフ作品の主人公の危機を救うといったケースが多い。

### 技術
好ましくない解決とされることが多いものの、舞台の機械装置の発展としては、盛期アテナイ演劇の成果のひとつとして評価される。

## デウス・エクス・マキナの例

### ギリシア悲劇
- ソポクレス『ピロクテテス』 - オデュッセウスの説得を拒むピロクテーテースに対して、神となったヘーラクレースが現れ、アカイア勢への助力を命じる。
- エウリピデス『オレステス』 - 母を殺したオレステスは狂い、エレクトラともども死刑を宣告される。オレステスらはその原因であるとみなしたメネラーオスの妻と娘を殺そうとするが、アポロンの計らいで和解する。
- エウリピデス『タウリケのイピゲネイア』 - 逃亡したオレステスとイピゲネイアに追っ手を出そうとしたタウリケの領主に女神アテナが現れ、追っ手をとどめる。

### 喜劇
- シェイクスピア『夏の夜の夢』 - 妖精王オーベロンのほれ薬のために、錯綜していた四角関係が整理され、相愛の恋人二組が誕生する。

### オペラ
- モーツァルト『イドメネオ』 - 王が王子を生け贄に捧げようとし、王子の恋人が自分が犠牲になると進み出ると、神の声が響いてすべてが赦される。古典的なデウス・エクス・マキナの使われ方。
- ウェーバー『魔弾の射手』 - 主人公のマックスは百発百中の悪魔の魔弾でインチキをして射撃大会に出た挙句、恋人を撃ってしまう事になるが、弾が逸れて悪魔ザミエルと契約していた悪役狩人（マックスをそそのかした張本人でもある）のカスパールに当たって死ぬ。最後に隠者が出てきて全てを許す。

### その他
- 『水戸黄門』（日本のテレビドラマ） - 毎話終盤で登場する葵の紋の印籠がデウス・エクス・マキナに近いとされる（松田修・森本哲郎らの説）[4]。